# Jelle Nijdam

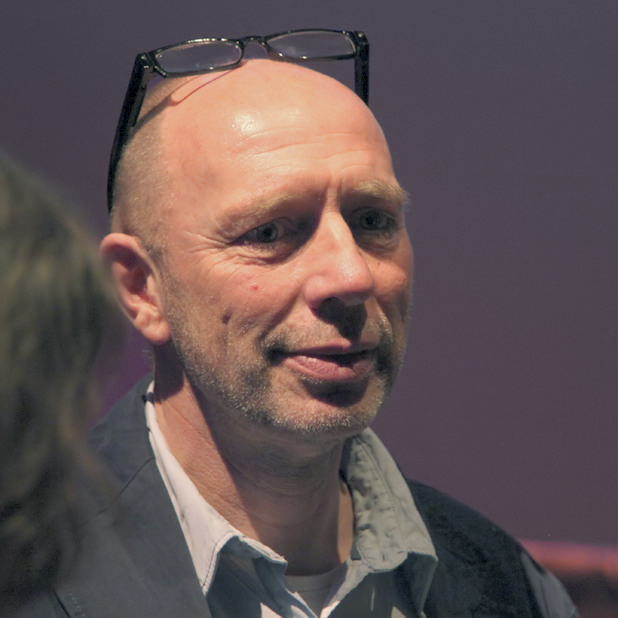
Jelle Nijdam (2013)

Jelle Nijdam (* 16. August 1963 in Zundert, Niederlande) ist ein ehemaliger niederländischer Radrennfahrer.

## Werdegang
Nijdam war Teilnehmer der Olympischen Sommerspiele 1984 in Los Angeles. Er war von 1984 bis 1996 Profi und ist der Sohn des Amateur-Weltmeisters in der Einerverfolgung von 1961 und Tour-de-France-Etappensiegers von 1964, Henk Nijdam.
Jelle Nijdam nahm zehn Mal an der Frankreich-Rundfahrt teil und konnte zwischen 1987 und 1991 insgesamt sechs Etappen gewinnen. 1987 und 1988 konnte er für insgesamt drei Tage das Gelbe Trikot des Gesamtführenden erringen. Neben den Etappenerfolgen bei der Tour de France siegte der Niederländer auch auf einer Etappe bei der Vuelta a España, sowie beim Amstel Gold Race, Paris–Tours und Paris-Brüssel. In seiner Karriere konnte er insgesamt 104 Erfolge feiern.
Sein Spitzname lautete Snelle Jelle (dt. Schneller Jelle).
Nijdam wurde nach den Olympischen Sommerspielen 1984 in Los Angeles Profi beim niederländischen Team Kwantum Hallen.
Nach dem Gewinn der Gesamtwertung bei der Luxemburg-Rundfahrt gewann der Niederländer 1987 den Frühjahrs-Halbklassiker Quer durch Flandern, sowie den Prolog der Tour de France, was dazu führte, dass er einen Tag im Gelben Trikot fuhr. Bis 1991 gewann Nijdam fünf weitere Tour-de-France-Etappen. Weitere Siege gelangen ihm unter anderem Amstel Gold Race (1988), Paris–Tours (1989), Paris-Brüssel (1989) und den Drei Tagen von De Panne (1991). Im Jahr 1992 siegte er beim Prolog der Vuelta a España und fuhr zwei Tage im Führungstrikot. Sein letzter großer Erfolg gelang ihm 1995 mit dem zweiten Sieg bei Quer durch Flandern. Nijdam konnte in seiner Karriere zudem dreimal die Niederlande-Rundfahrt gewinnen.

## Erfolge
| 1985 - Luxemburg-Rundfahrt - Prolog Belgien-Rundfahrt 1986 - Prolog Niederlande-Rundfahrt - 1. Etappe Dänemark-Rundfahrt 1987 - Prolog Tour de France - Quer durch Flandern - Tour de l’Oise - Prolog Niederlande-Rundfahrt - Prolog Dänemark-Rundfahrt 1988 - 5. Etappe Tour de France - Amstel Gold Race - Prolog + 5. Etappe Niederlande-Rundfahrt 1989 - 4. und 14. Etappe Tour de France - Paris–Tours - Paris-Brüssel - Ronde van Midden-Zeeland - 1. Etappe Niederlande-Rundfahrt | 1990 - 6. Etappe Tour de France - Gesamtwertung und Prolog Niederlande-Rundfahrt - 2. Etappe Murcia-Rundfahrt 1991 - 4. Etappe Tour de France - Gesamtwertung, 1. Teiletappe und 3. Etappe Drei Tage von De Panne - Prolog Niederlande-Rundfahrt - 2. Etappe und 3. Teiletappe Mittelmeer-Rundfahrt 1992 - Prolog Vuelta a España - GP Eddy Merckx - Gesamtwertung, Prolog und 2. Teiletappe Niederlande-Rundfahrt 1995 - Quer durch Flandern - Gesamtwertung und 5. Etappe Niederlande-Rundfahrt - Gesamtwertung + 1. Etappe Tour de l’Oise 1996 - Ronde van Midden-Zeeland |

## Teams
- 1984–1986 Kwantum Hallen-Yoko
- 1987–1989 Superconfex-Yoko
- 1990–1992 Buckler
- 1993–1994 WordPerfect
- 1995–1996 TVM (1996 TVM-Farm Frites)